# Wilhelm Reinhard von Neipperg
Wilhelm Reinhard von Neipperg (27. svibnja 1684. – 26. svibnja 1774.) je bio austrijski general.
Rođen je u Schwaigernu. Bio je porijeklom is stare imućne obitelji iz Švabije. Njegov otac, Eberhard Friedrich von Neipperg (1655. – 1725.), je bio maršal. Odrastao je u Beču i zatim ušao u carsku službu. Istaknuo se u bitkama u Temišvaru (1716.) i Beogradu (1717.).
Nakon bitke s Turcima prihvatio je zadatak obrazovanja mladog lotarinškog vojvode Franje Stjepana, budućeg cara Svetog Rimskog Carstva. Njegova kći, Maria Wilhelmina von Auersperg, bila je ljubavnica Franje Stjepana. Sudjelovao je u Austrijskom nasljednom ratu, zapovijedajući austrijskom vojskom u bitki kod Mollwitza, u kojoj ga je porazio Fridrika II. Veliki.
Umro je u 90. godini života u Beču.